# فيليكس سلفادور
فيليكس سلفادور (1 أغسطس 1932 بالبرتغال - ) هو لاعب كرة قدم برتغالي في مركز الهجوم. شارك مع منتخب البرتغال لكرة القدم. أما مع النوادي، فقد لعب مع نادي بنفيكا.

## وصلات خارجية
- فيليكس سلفادور على موقع قاعدة بيانات كرة القدم.إي يو (الإنجليزية)
- فيليكس سلفادور على موقع عالم كرة القدم.نت (الإنجليزية)